# Głąby
Głąby est une localité polonaise de la gmina de Herby, située dans le powiat de Lubliniec en voïvodie de Silésie.
Jusqu'en 2024, la localité est un hameau du village de Tanina,. Entre 1975 et 1998, la localité appartenait administrativement à la province de Częstochowa.